# Liste der denkmalgeschützten Objekte in Toužim
Grundlage dieser Liste der denkmalgeschützten Objekte in Toužim ist die ÚSKP-Liste (Ústřední seznam kulturních památek České republiky, deutsch Zentrale Liste der Kulturdenkmäler der Tschechischen Republik), die von der tschechischen Denkmalschutzbehörde NPÚ (Národní památkový ústav, deutsch Nationale Denkmalbehörde) seit 1987 geführt wird und an die seit dem Jahr 1850 geschaffenen Listen anschließt.

## Denkmalgeschützte Objekte in der Stadt Toužim nach Ortsteilen

### Toužim(Theusing)
| Lage                                                                                         | Objekt                                                       | Beschreibung | ÚSKP-Nr.                  | Bild           |
| -------------------------------------------------------------------------------------------- | ------------------------------------------------------------ | --- | ------------------------- | -------------- |
| Toužim, rund um den Stadtkern (Standort)                                                     | Stadtbefestigung                                             | Stadtmauer rund um den Stadtkern, gotische Befestigungsanlagen der Stadt. * Die Gräben und Wälle verschwanden im 16. und 17. Jahrhundert, später auch die Stadttore. Bis heute sind nur noch Reste der Burgmauer erhalten. | 10765/4-5059 Info Katalog | weitere Bilder |
| Toužim, Na Výsluní, pod zámkem (Standort)                                                    | Brücke (Mostek)                                              | Steinerne barocke Straßenbrücke aus Bruchmauerwerk unterhalb vom Schloss, ursprünglich verputzt, auf zwei halbrunden Bögen, mit schmaler Brücke und mit flachen rechteckigen Steinplatten belegten Brustwänden, in schlechtem Zustand, teilweise verschüttet und beschädigt. | 24059/4-1103 Info Katalog | BW             |
| Toužim, náměstí Jiřího z Poděbrad 1, 2, 3, Sídliště 4 (Standort)                             | Schloss Toužim                                               | Schloss Theusing. Neues Schloss Nr. 1 aus dem 16. Jahrhundert mit der Burg Tausim (Janův zámek) Nr. 3, entstanden aus der im 13. Jahrhundert erbauten Oberen Burg, der Brauerei, der Heiligkreuz-Kapelle und dem Park mit Brunnen im Schlossgarten. | 18873/4-1093 Info Katalog | weitere Bilder |
| Toužim, náměstí Jiřího z Poděbrad, östlicher oberer Abschnitt (Standort)                     | Mariensäule                                                  | Die barocke Mariensäule steht auf einem Sockel aus dem Jahr 1705. Die Jungfrau Maria ist hier in Kontrapost dargestellt und hält in der rechten Hand das Jesuskind und den Reichsapfel mit vergoldetem Kreuz und in der linken Hand das Zepter. Außerdem die Statuen von Heiligen auf vier Sockeln: St. Josef, St. Florian, St. St. Johannes von Nepomuk und St. Johannes der Täufer. | 34476/4-1102 Info Katalog | weitere Bilder |
| Toužim, náměstí Jiřího z Poděbrad, Nordseite - Insel im westlichen (unteren) Teil (Standort) | Brunnen                                                      | Ein quadratischer Granitbrunnen mit einer Seitenlänge von 3,9 m und abgeschrägten Ecken. Er knüpft an die Wasserversorgung der Stadt an, deren Ursprünge bis in die Mitte des 17. Jahrhunderts zurückreichen. Das Brunnenbecken stammt aus der Mitte des 19. Jahrhunderts, der etwa 3 m hohe Sandsteinsäule aus der ersten Hälfte der 1930er Jahre. Ursprünglich stand in der Mitte des Brunnens eine Säule, die zwei Kugelschalen trug, von denen eine im Garten des Hauses Nr. 344 steht.                                                                               | 12544/4-4893 Info Katalog | weitere Bilder |
| Toužim, náměstí Jiřího z Poděbrad 35, Plzeňská (Standort)                                    | Rathaus                                                      | Rathaus. Backstein-Eckhaus mit zwei Obergeschossen, Walmdach und rechteckigen Fenstern. Rundbogenportal, darüber Stadtwappen. | 28379/4-1098 Info Katalog | weitere Bilder |
| Toužim, náměstí Jiřího z Poděbrad 43 (Standort)                                              | Haus Nr. 43                                                  | Bürgerhaus. Backsteinhaus in geschlossener Bebauung mit zwei Obergeschossen und einem Mansardgeschoss, Satteldach mit Eternit gedeckt. Im Erdgeschoss verläuft ein Durchgang mit einem halbkreisförmigen Steinportal aus dem Jahr 1600. | 16972/4-1099 Info Katalog | weitere Bilder |
| Toužim, Plzeňská 51 (Standort)                                                               | Steinbach-Haus (Steinbachův dům)                             | Bürgerhaus der Familie Steinbach. Ein gemauertes, teilweise steinernes Bürgerhaus mit U-förmigem Grundriss. Es hat zwei Geschosse und ein Satteldach, mit sechs Fensterachsen in der Hauptfassade. Die Fenster sind rechteckig, modern, kippbar. Die Fassade ist durch ein glattes Gesims gegliedert, darüber befinden sich rechteckige Stuckrahmen. | 12545/4-4894 Info Katalog | weitere Bilder |
| Toužim, Plzeňská 53 (Standort)                                                               | Herrenhaus                                                   | Herrenhaus aus Backstein mit Giebel, verputzt, einstöckiges Gebäude. Zwischen dem 3. und 4. Fenster befindet sich das Allianzwappen von Herzog Julius Heinrich von Sachsen und seiner Gemahlin Anna Magdalena Lobkowicz. Das Dach ist mit Eternit bedeckt, ein achsversetzter zweistöckiger Turm, der in einer Turmspitze mit einer Windrose endet, auf der die Jahreszahl 1847 steht. Ursprünglich ein Garnisonshaus aus der Zeit nach 1652 in der Nähe des Oberen Stadttors. Nach dem Abriss des Tores wurden das Allianzwappen und die Stadtuhr in das Haus überführt. | 42166/4-1096 Info Katalog | weitere Bilder |
| Toužim, Farní, Kostelní (Standort)                                                           | Kirche Mariä Geburt                                          | Kirche der Geburt der Jungfrau Maria: Kirche, Kapelle, Umfassungsmauer, zwei Tore, erbaut 1738–1742 an der Stelle der ursprünglichen Kirche von 1656. Ursprünglich spätgotische Kirche vom Ende des 15. Jahrhunderts. (Turm), nach den Bränden von 1620 und 1652 barockisiert, die Nordkapelle 1699 und die Südkapelle 1752 angebaut, 1738–1742 barockisiert und 1774–1778 umgestaltet, nach dem Brand im Jahr 1872 restauriert. | 23875/4-1092 Info Katalog | weitere Bilder |
| Toužim, Kostelní 64 (Standort)                                                               | Pfarrhaus                                                    | Pfarrhaus, Teil des Kirchenareals. Eingeschossiger Backsteinbau auf rechteckigem Grundriss in Hanglage mit Satteldach, Erdgeschoss und tonnengewölbten Kellern. Durch moderne Veränderungen unkenntlich gemacht. | 12804/4-1092 Info Katalog | weitere Bilder |
| Toužim, Farní 19 (Standort)                                                                  | Dekanatsgebäude                                              | Dekanat im Areal der Kirche Mariä Geburt. Das ursprünglich mittelalterliche Pfarrhaus wurde 1738–1742 durch einen barocken Neubau ersetzt: Pfarrhaus Nr. 19, Tor I, Tor II und Einfriedungsmauer (als Teil der alten Stadtmauer) sowie ein Wirtschaftsgebäude. | 47070/4-1095 Info Katalog | weitere Bilder |
| Toužim, Plzeňská 330 (Standort)                                                              | Schule                                                       | Ehemalige Bürgerschule von 1923 im Stil der Zwischenkriegsmoderne mit Elementen des Art déco und des regionalen Heimatstils. Autor ist der Karlsbader Architekt Karl Ernstberger (1887–1972), die Dekoration der Fassaden stammt wahrscheinlich von Willi Russ aus Krásno. Es diente bis 2018 als Schulgebäude (seit 1967 als Landwirtschaftsschule), heute ungenutzt. | 105946 Info Katalog       | Schule         |
| Toužim, Žlutická, an der Landstraße I/207, 2 km östlich von Toužimi (Standort)               | Radynska-Kapelle der hl. Anna (Radyňská kaplička svaté Anny) | Annenkapelle, die sogenannte Radyňská, quadratischer Grundriss mit Abmessungen von ca. 2,5 × 2,5 m und einer Höhe von ca. 3 m und Mauerwerk aus Stein. | 12440/4-4900 Info Katalog | weitere Bilder |

### Branišov (Branischau)
| Lage                                                                    | Objekt                                          | Beschreibung | ÚSKP-Nr.                  | Bild           |
| ----------------------------------------------------------------------- | ----------------------------------------------- | --- | ------------------------- | -------------- |
| Branišov, am Blažejovský rybník, etwa 1,5 km östlich vom Ort (Standort) | Kirche des hl. Blasius (Kostel svatého Blažeje) | Areal der Wallfahrtskirche des hl. Blasius, bestehend aus den Ruinen der Kirche und den Ruinen des ehemaligen Wildgeheges. - Die Kirche wurde in den Jahren 1732/33 im Barockstil auf Betreiben des Tepler Abtes Raimund III. erbaut. 1957 brannte es vollständig ab. - südöstlich der Kirche sind Reste der Umfassungsmauer des sog. „Kaperlhauses“ erhalten. | 49842/4-5155 Info Katalog | weitere Bilder |

### Dobrá Voda (Dobrawod)
| Lage                                                               | Objekt            | Beschreibung | ÚSKP-Nr.                  | Bild           |
| ------------------------------------------------------------------ | ----------------- | --- | ------------------------- | -------------- |
| Dobrá Voda, etwa 2,3 km östlich der Gemeinde Dobrá Voda (Standort) | Sühnekreuz        | Sühnekreuz. Monolithische Rundstele aus grobkörnigem Sandstein mit Kreuzrelief auf der Vorderseite. Der Durchmesser der Stele beträgt 44 cm, die Dicke der Stele 15 cm. Die Arme des Kreuzes verbreitern sich leicht zu ihren Enden, dort, wo sich die Balken kreuzen, beträgt ihre Breite etwa 6 cm, an den Rändern 8 cm. Jetziger Standort (gegenüber dem ursprünglichen etwas versetzt) etwa 2,3 km östlich der Gemeinde Dobrá Voda,an der Nordseite der Straße III/21011, etwas westlich der Kreuzung mit der Straße III/2103. | 10160/4-4998 Info Katalog | Sühnekreuz     |
| Dobrá Voda 20 (Standort)                                           | Kloster Nový Dvůr | Kloster Nový Dvůr. Ehemaliger landwirtschaftlicher Hof des Tepler Prämonstratenser-Klosters. Herrenhaus, Wohnhaus, Kuhstall, Stall, zwei Scheunen, erbaut 1750 im spätbarocken Stil. In den Jahren 2000 bis 2009 wurde es zu einem Trappistenkloster umgebaut. | 12026/4-791 Info Katalog  | weitere Bilder |

### Kojšovice (Koschowitz)
| Lage                            | Objekt                  | Beschreibung | ÚSKP-Nr.                  | Bild           |
| ------------------------------- | ----------------------- | --- | ------------------------- | -------------- |
| Kojšovice (Standort)            | Sühnekreuz              | Sühnekreuz. Ein archaisch anmutendes Sühnekreuz aus Granit, errichtet zur Erinnerung an ein tragisches Ereignis, mit einer heute kaum noch lesbaren deutschen Inschrift. In der Karlsbader Gegend ist dies eines von zwei Kreuzen mit dem Namen des Verstorbenen Joachim Stensdorf und das einzige mit einer eindeutigen Angabe der Todesursache. | 11339/4-5079 Info Katalog | Sühnekreuz     |
| Kojšovice, Dorfplatz (Standort) | Kapelle Maria Schmerzen | Marienkapelle vom Anfang des 19. Jahrhunderts. Ein kleines Gebäude mit einem unregelmäßigen achteckigen Grundriss und einem Glockenturm. | 29905/4-909 Info Katalog  | weitere Bilder |

### Komárov (Kumerau)
| Lage                                            | Objekt                    | Beschreibung | ÚSKP-Nr.                  | Bild           |
| ----------------------------------------------- | ------------------------- | --- | ------------------------- | -------------- |
| Komárov (Standort)                              | Sühnekreuz                | Sühnekreuz - monolithisches Kreuz aus Granit mit den Zeichen eines Pfahlschildes mit Messer oder Schwertklinge und der Jahreszahl. Es bezieht sich auf ein lokales Ereignis aus dem 16. Jahrhundert. Es befand sich ursprünglich in der Nähe von Dolní Luhov, nach der Verlegung an den heutigen Standort wurde die Jahreszahl 1970 hinzugefügt.   | 11389/4-5082 Info Katalog | Sühnekreuz     |
| Komárov 12 (Standort)                           | Richterhaus (Rychta)      | Das Gelände spätgotischen Ursprungs besteht aus dem Amtshaus des Bürgermeisters und einem Wirtshaus, einem mehrstöckigen Getreidespeicher, einem Stall und einer Scheune. Der Kern des Gebäudes aus der Zeit nach 1485 (einzigartige Balkendecke des Kellers mit einer Steinabdeckung). Das Scheunengebäude wurde in den 1970er Jahren abgerissen. | 104721 Info Katalog       | weitere Bilder |
| Komárov, Dorfplatz (Standort)                   | Kapelle des hl. Florian   | Kapelle des hl. Florian im Empirestil wurde in der zweiten Hälfte des 19. Jahrhunderts erbaut, ein kleines Gebäude mit rechteckigem Grundriss und dreiseitigem Abschluss sowie geschweiftem Giebel in der Fassade. | 14247/4-915 Info Katalog  | weitere Bilder |
| Komárov, im östlichen Teil des Dorfs (Standort) | Kirche des hl. Laurentius | Kirche des hl. Laurentius bestehend aus der Kirche, dem angrenzenden Friedhof und der Umfassungsmauer mit Tor. Die ursprüngliche Kirche wurde Mitte des 14. Jahrhunderts im gotischen Stil erbaut, 1750 erfolgte ein Umbau im spätbarocken Stil.                                                                                                   | 16208/4-914 Info Katalog  | weitere Bilder |
| Komárov 2 (Standort)                            | Bauernhaus Nr. 2          | Bauerngehöft von der Wende vom 18. zum 19. Jahrhundert, bestehend aus einem Wohnhaus, Stallungen und einer Umfassungsmauer. Das Haus ist teils gemauert und teils Fachwerk, gedeckt mit einem Satteldach. | 34308/4-917 Info Katalog  | BW             |

### Kosmová (Goßmaul)
| Lage                  | Objekt            | Beschreibung | ÚSKP-Nr.                  | Bild              |
| --------------------- | ----------------- | --- | ------------------------- | ----------------- |
| Kosmová (Standort)    | Kapelle           | Kapelle im Empirestil aus der ersten Hälfte des 19. Jahrhunderts, vermutlich Umbau einer älteren Kapelle. Ein kleines Gebäude mit rechteckigem Grundriss, halbkreisförmigem Abschluss, einer Giebelfassade mit Portikus und einem sechseckigen Glockenturm mit Zwiebeldach. | 10815/4-5027 Info Katalog | Kapelle           |
| Kosmová 3 (Standort)  | Bauernhaus Nr. 3  | Bauerngehöft aus der ersten Hälfte des 19. Jahrhunderts, bestehend aus einem Wohnhaus, Stallungen, einer Scheune und Resten eines Tores mit Pforte. Das Haus ist im Erdgeschoss teils Fachwerk, teils gemauert, im Obergeschoss Fachwerk, gedeckt mit einem Satteldach. | 23375/4-918 Info Katalog  | Bauernhaus Nr. 3  |
| Kosmová 4 (Standort)  | Bauernhaus Nr. 4  | Bauerngehöft von der Wende vom 18. zum 19. Jahrhundert, bestehend aus einem Wohnhaus, Stallungen, einer Scheune und einem Tor mit Pforte. Das Haus ist teils gemauert und teils Fachwerk, gedeckt mit einem Satteldach. Nördlich schließt sich der Wirtschaftstrakt an. | 16581/4-919 Info Katalog  | Bauernhaus Nr. 4  |
| Kosmová 23 (Standort) | Bauernhaus Nr. 23 | Bauerngehöft von 1818 mit Umbauten aus der zweiten Hälfte des 19. Jahrhunderts, bestehend aus einem Wohnhaus, Stallungen und einer Scheune. Ursprünglich ein geschlossenes Gehöft. Das Wohngebäude aus Backstein liegt mit der Hauptfront zur Straße. Angrenzend an das Wohngebäude befindet sich der Scheunentrakt sowie an der Rückseite des Hofes eine rechteckige Scheune. | 30985/4-920 Info Katalog  | Bauernhaus Nr. 23 |

### Lachovice (Lachowitz)
| Lage                                                                               | Objekt               | Beschreibung | ÚSKP-Nr.                 | Bild           |
| ---------------------------------------------------------------------------------- | -------------------- | --- | ------------------------ | -------------- |
| Lachovice (Standort)                                                               | Kapelle der hl. Anna | Kapelle der hl. Anna - neoklassizistische Kapelle von 1908, errichtet auf Kosten des Gerichtsrates Dr. Schindler auf dem Gelände einer älteren Kapelle. Ein kleines, mit Ziegeln verputztes Gebäude mit rechteckigem Grundriss und geradem Abschluss, bedeckt mit einem Walmdach mit vierseitigem Turm. | 27836/4-931 Info Katalog | weitere Bilder |
| Lachovice, an der Kreuzung von Feldwegen ca. 2 km östlich von Lachovice (Standort) | Marienkapelle        | Spätbarocke Marienkapelle, erbaut zwischen 1764 und 1841 auf dem Weg zum Marienwallfahrtsort Skoky. Es ist ein einfacher kleiner Sakralbau auf fast quadratischem Grundriss und ein wertvolles Baudenkmal von lokaler Bedeutung.                                                                        | 106587 Info Katalog      | weitere Bilder |

### Prachomety (Prochomuth)
| Lage                  | Objekt                              | Beschreibung | ÚSKP-Nr.                  | Bild                                |
| --------------------- | ----------------------------------- | --- | ------------------------- | ----------------------------------- |
| Prachomety (Standort) | Statue des hl. Johannes von Nepomuk | Statue des hl. Johannes von Nepomuk aus Sandstein, von der Wende vom 18. zum 19. Jahrhundert, auf einem prismatischen Sockel platziert, der Heilige ist hier in der üblichen Ikonographie dargestellt. | 30844/4-1014 Info Katalog | Statue des hl. Johannes von Nepomuk |

### Třebouň (Tschebon)
| Lage               | Objekt                  | Beschreibung | ÚSKP-Nr.                  | Bild           |
| ------------------ | ----------------------- | --- | ------------------------- | -------------- |
| Třebouň (Standort) | Kapelle Maria Schmerzen | Spätbarocke Kapelle Maria Schmerzen, 1762 vom Baumeister G. Vohla erbaut und bereits 1777 wieder umgebaut. Ein kleines Gebäude mit rechteckigem Grundriss mit einem rechteckigen Presbyterium mit abgerundeten Ecken, einem gedeckten Schindeldach mit einem polygonalen Glockenturm mit Laterne. | 27024/4-1104 Info Katalog | weitere Bilder |

## Ausführliche Denkmaltexte
1. ↑  
Gotische Befestigungsanlagen der Stadt, die Stadtmauer:
  - Stadtmauer. Bis heute sind nur noch Reste der Stadtmauer erhalten, derzeit in schlechtem Zustand, insbesondere an der Südseite. Die Westseite der Mauer wurde abgerissen. In einem durchgehenderen Streifen ist die Stadtmauer nur noch an der West- und Südseite erhalten, wo sie aus Resten mit einer Höhe von 0,25 bis 5 m besteht. Die Südwestecke und die gesamte Südseite wurden mehrfach ausgebessert, weil sie hier als Stützmauer von Gärten und Höfen, stellenweise auch als Grundmauer der angrenzenden Gebäude dient. Auf der Ostseite sind zwei kurze, etwa 2 bis 3 m hohe Abschnitte hinter der Kirche Mariä Geburt erhalten, sowie ein Abschnitt im Hof des Hauses Nr. 58 (rekonstruiert auf eine Höhe von ca. 2 m), der sich an den Höfen der Häuser Nr. 57 und 56 fortsetzt und anschließend in das Mauerwerk des ehemaligen Wirtschaftsgebäudes des Gasthauses Nr. 5 übergeht (hier bis zu einer Höhe von ca. 3 m erhalten). Ein weiterer Abschnitt besteht wahrscheinlich aus dem Mauerwerk der hofseitigen Fassaden der Häuser auf der Westseite des Kleinen Rings, Nr. 53, 116, 117, 118, 119. Der am schlechtesten erhaltene Abschnitt ist die Nordseite, wo Reste bis zu 1 m Höhe existieren und in den Gärten und Höfen der Häuser Nr. 46, 44, 43, 42 und 39 auf der Nordseite des Jiřího z Poděbrady-Platzes erhalten sind.
  - Die Gräben und Wälle verschwanden im 16. und 17. Jahrhundert.
  - Die Befestigungsanlage am Fischertor wurde wahrscheinlich nach dem Brand im Jahre 1752 niedergerissen, das Fischertor selbst wurde nach dem Stadtbrand im Jahre 1847 abgerissen, weil es ein Hindernis auf der neu gebauten Reichsstraße Pilsen–Elbogen darstellte. Aus dem gleichen Grund wurde auch das Obere Tor abgerissen, von dem nur das Uhrwerk und die Wappentafel von 1661 erhalten blieben, die am Nachbarhaus Nr. 53 angebracht wurden. Das Uhrwerk wurde dann beim Brand dieses Hauses 1896 zerstört. Das Kirchentor wurde nach dem Brand 1847 um das Dachgeschoss reduziert, das danach als Fachwerkbau wieder aufgebaut wurde. Hier befand sich eine jüdische Synagoge. Nach einem weiteren Brand im Jahr 1872 wurde das gesamte Gebäude abgerissen. Mit der Sanierung des Gutshofes in den 1960er Jahren verschwand auch das Judentor. Es ist anzunehmen, dass sich die Reste ihrer Fundamente unter der Straßenoberfläche an den Stellen der abgerissenen Tore befinden.
  - Der historische Kern der Stadt war seit seiner Gründung mit einer Stadtbefestigung ausgestattet, die der damaligen Befestigung der Burg folgte. Die Stadtbefestigung bestand aus einer einfachen Bruchsteinmauer von 0,75 bis 1 m Breite und 3 bis 5 m Höhe und drei Stadttoren. Laut Stadtchronik sollen in den Ecken der Stadtmauer kreisförmige Bastionen gestanden haben, die aber auf späteren Stadtbildern nicht eingezeichnet sind, und es gibt auch keine sichtbaren Überreste oder Spuren davon. Die Burgmauer wurde durch einen Graben und einen Wall ergänzt (insbesondere an der Nord- und Ostseite der Befestigung). Von der Existenz eines Wassergrabens zeugt auch der alte Name des östlichen Teils der heutigen Straße Pod Brankou, Na Příkopu, d. h. Am Graben.

Beschreibung nach einer Stadtansicht von 1716:
  - Die Stadtbefestigung war mit dem südlichen Teil der Burgbefestigung durch das Gebäude Fischertor (auch Elbogener oder Unteres Tor genannt) verbunden, in das die heutige Karlovarská-Straße mündete. Das weitläufige, niedrige Gebäude mit rechteckigem Grundriss war mit einem hohen Satteldach bedeckt, das ringsum mit Schießscharten versehen war. Neben dem Torgebäude stand etwas höher ein Wehrbau, wahrscheinlich ein Wachhaus oder Zeughaus, ebenfalls mit Schießscharten versehen. Es war mit einem Krüppelwalmdach gedeckt und schloss sich an der Nordseite an den Giebel des Tores an. Dieses Gebäude wurde vermutlich erst während des Dreißigjährigen Krieges errichtet.
  - An die Befestigungsanlage schloss sich dann die Befestigungsmauer an, die sich nach Süden bis zur Südwestecke erstreckte, wo sie in einen Wall überging und rechtwinklig zur Ostmauer abbog. Im Abschnitt der Befestigungsmauer zwischen der südwestlichen Ecke und der Kostelní-Straße gab es mehrere Durchgänge bzw. Eingänge zu den angrenzenden Kellern, die jetzt zugemauert sind.
  - An der Stelle, an der die heutige Kostelní-Straße vorbeiführt, stand das Kirchentor. Es war ursprünglich ein einstöckiges turmartiges Gebäude mit einem hohen Walmdach.
  - Vom Kirchentor aus setzte sich die Befestigungsmauer weiter nach Osten fort, umschloss das „Kirchenviertel“ von Süden her, knickte an der Südostecke rechtwinklig ab und setzte sich in nördlicher Richtung fort.
  - An den Stellen, wo die heutige Plzeňská-Straße durch die Mauer führt, stand das Obere oder Pilsner Tor. Es war mit einem hohen, sogenannten Stadtturm ausgestattet, der zur Brandwache diente (hier war die sogenannte Feuerglocke aufgestellt) und später wurde hier auch eine Turmuhr angebracht. Der Turm war mit einem Zeltdach mit Laterne versehen.
  - Von diesem Tor aus setzte sich die Burgmauer in einem kurzen Abschnitt bis zur nordwestlichen Ecke fort, wo sie sich in die westliche Richtung wandte und sich bis zum Burgareal und dessen Befestigungen fortsetzte.
  - Nach der Erweiterung des Burgareals und dem Bau des Wirtschaftshofes im 16. Jahrhundert wurde die Stadtmauer mit dem östlichen Teil des Hofes verbunden, der damit Teil der Stadt- bzw. Burgbefestigung wurde. Im östlichen Gebäude des Gutshofes entstand eine einfache Abzweigung mit dem Juden- oder Hoftor, die den Platz durch den Hof des Gutshofes mit der nördlichen Vorstadt verband (später entstand hier ein jüdisches Ghetto).
2. ↑  
Schloss Theusing. Neues Schloss Nr. 1, aus dem 16. Jahrhundert, im 19. Jahrhundert umgebaut. 
  - Gebäude Nr. 2, ehemalige Brauerei, Park
  - Burg Tausim (Janův zámek) Nr. 3, stammt aus der im 13. Jahrhundert erbauten Oberen Burg, die im 15., 17. und 19. Jahrhundert umgebaut wurde.
  - Gebäude Nr. 4, jetzt Restaurant U Čápa
  - Kapelle St. Kříže
  - Befestigung, Remise, Park und Parktor
  - Brunnen mit quadratischem Grundriss im ehemaligen Schlossgarten vor dem Brauereigebäude. Ein einfacher quadratischer Steinbrunnen mit abgerundeten Ecken, zwischen vier alten Bäumen vor der Ostfassade der Brauerei. Es besteht aus mehreren Steinblöcken, die an den Ecken durch Metallstifte verbunden sind. In der Mitte des Brunnens steht eine steinerne Säule.
3. ↑  
Steinbach-Haus

Der älteste Teil des Hauses ist das ursprünglich wohl spätgotische Haus mit dem damals üblichen Grundriss: Ein länglicher Doppeltrakt mit einem Durchgang in einem der Trakte, während der andere in den Hof mündet und den Wirtschaftsteil des Hauses bildet (Flur, schwarze Küche und Stall). Das Mauerwerk dieses Teils besteht vollständig aus Stein. Umbauten und Erweiterungen erfolgten, insbesondere nach Bränden, in den Jahren 1485, 1620, 1652, 1752 und 1847. Modernisierungsänderungen fanden im 20. Jahrhundert statt. Aktuell präsentiert sich das Haus als Quertrakt mit zwei Seitenflügeln, die den Durchgang zum Hof definieren, an den sich etwas schmalere Nebengebäude anschließen. An der Hauptfassade wurde ein mit dem Wappen und Monogramm des damaligen Besitzers geschmücktes Spätrenaissance-Portal aus dem Jahr 1657 angebracht. Dieses Portal wurde 1907 auf das Schloss in Bečov nad Teplou und 1927 von dort auf das Schloss der Markgrafen von Elbogen verlegt wurde, jetzt Regionalmuseum in Loket.